# Pop in Q
Pop in Q (ポッピンQ?, PoppinQ) è un film musicale d'animazione diretto da Naoki Miyahara e scritto da Shūko Arai, creato e pubblicato nel dicembre 2016 da Toei Animation.

## Trama
Il giorno della cerimonia di laurea delle medie, cinque ragazze, preoccupate per la loro vita quotidiana, si ritrovano in un mondo fantastico in seguito ad un evento improvviso. Qui apprendono della situazione di crisi di quel mondo e per evitarla decidono di collaborare per riunire i Cinque Cuori attraverso la danza.

## Promozione
Il film è stato annunciato nell'aprile 2015 e un trailer è uscito nel 2016. Il 23 dicembre 2016 il film è stato distribuito nelle sale giapponesi.